# 佐野光河
佐野 光河（さの こうか、1993年3月10日 - ）は、日本の元俳優。男性アイドルグループ燦楽景のメンバー。
東京都出身。放映新社に所属していた。

## 略歴
2005年度から2007年度まで、NHK総合テレビで毎週土曜日に生放送されている『週刊こどもニュース』に、鎌田家の長男「こうか」役としてレギュラー出演していた。

## 人物
- 趣味は音楽鑑賞。
- 特技はバスケットボール、バレーボール、バドミントン。

## 出演

### テレビ番組
- 週刊こどもニュース（2005年4月 - 2008年3月、NHK総合テレビ） - 鎌田家の長男「こうか」 役

### テレビドラマ
- 野ブタ。をプロデュース（2005年、日本テレビ）
- パリピ孔明(2023年、フジテレビ)

### 映画
- HINOKIO（2005年7月9日、松竹）

### CM
- ジャスコ岩手